# Гольяновский ручей
Голья́новский ручей — река в Центральном административном округе Москвы, левый приток Яузы. Своё название получил от Гольяновской улицы, гидроним не имеет прямого отношения к Гольяновскому пруду и одноимённому району. Полностью заключен в подземный коллектор.
Длина ручья составляет 2,4 км. Закрытый водоток проходит вдоль Гольяновского проезда, впадает в Яузу ниже Рубцовского моста. Подземный коллектор, в который заключена река, вероятно, намного длиннее прежнего открытого русла.